# مارفن ويلوبي
مارفن ويلوبي (بالألمانية: Marvin Willoughby)‏ (و. 1978  م) هو لاعب كرة سلة ألماني، ولد في هامبورغ، شارك في بطولة أمم أوروبا لكرة السلة 2001، مركز لعبه هو لاعب هجوم صغير الجسم.

## جوائز
حصل على جوائز منها:

وسام استحقاق جمهورية ألمانيا الاتحادية

## روابط خارجية
- مارفن ويلوبي على موقع الاتحاد الدولي لكرة السلة (الإنجليزية)
- مارفن ويلوبي على موقع الدوري الأوروبي لكرة السلة (الإنجليزية)
- مارفن ويلوبي على موقع كرة السلة الأوروبية.كوم (الإنجليزية)
- مارفن ويلوبي على موقع ريلجم (الإنجليزية)
- مارفن ويلوبي على موقع بروبوليرز (الإنجليزية)
- مارفن ويلوبي على موقع سبورتس رفرنس (الإنجليزية)